# A Salty Taste To The Lake
A Salty Taste To The Lake er det danske indiepop band Caper Clowns andet album. Det blev udgivet 5. oktober 2018.
Albummet blev positivt modtaget i Danmarks Radio hvor især nummeret The Way I Dream fik meget airplay på P4 og P5.
Albummet fik også international opmærksomhed og generelt positive anmeldelser, bl.a. i engelske Shindig Magazine hvor det fik 5 stjerner af anmelder David Bash.

## Spor
1. "The Way I Dream" - 2:43
2. "Lifeline" - 3:47
3. "Kissing Daylight" - 3:23
4. "Second To None" - 3:30
5. "Sacre Bleu" - 2:57
6. "Pretty & Underwear" - 3:16
7. "Loops" - 3:06
8. "Paper Trail" - 3:19
9. "What If" - 3:34
10. "Me For A Friend" - 2:55
11. "As Long As She Is Around Me" - 3:24